# Соренго
Соренго (італ. Sorengo) — громада  в Швейцарії в кантоні Тічино, округ Лугано.

## Географія
Громада розташована на відстані близько 160 км на південний схід від Берна, 23 км на південь від Беллінцони.
Соренго має площу 0,9 км², з яких на 60% дозволяється будівництво (житлове та будівництво доріг), 20% використовуються в сільськогосподарських цілях, 17,6% зайнято лісами, 2,4% не є продуктивними (річки, льодовики або гори).

## Демографія
2019 року в громаді мешкало 1835 осіб (+7,6% порівняно з 2010 роком), іноземців було 34,1%. Густота населення становила 2159 осіб/км².
За віковим діапазоном населення розподілялося таким чином: 21,9% — особи молодші 20 років, 57,4% — особи у віці 20—64 років, 20,8% — особи у віці 65 років та старші. Було 728 помешкань (у середньому 2,3 особи в помешканні).
Із загальної кількості 1270 працюючих 0 було зайнятих в первинному секторі, 74 — в обробній промисловості, 1196 — в галузі послуг.

## Відомі люди

### Народилися
- Андерс Арбореліус (*1949) — шведський кардинал,
- Лара Ґут (*1991) — швейцарська гірськолижниця,
- Флавія Рігамонті (*1981) — швейцарська плавчиня,
- Мішель Хунцікер (*1977) — швейцарсько-італійська актриса, співачка, телеведуча і фотомодель,
- Карін Кшвендт (*1968) — колишня професійна тенісистка, котра виступала за Люксембург, Німеччину й Австрію.